# سبرینگ (اوهایو)
سبرینگ (به انگلیسی: Sebring) یک روستا در ایالات متحده آمریکا است که در شهرستان ماهونینگ، اوهایو واقع شده‌است. سبرینگ ۶٫۵۳ کیلومتر مربع مساحت و ۴٬۴۲۰ نفر جمعیت دارد و ۳۳۵ متر بالاتر از سطح دریا واقع شده‌است.